# Nacionalismo árabe

Bandeira usada pelos rebeldes durante a Revolta Árabe.

O Nacionalismo árabe (em árabe: القومية العربية‎ al-Qawmiyya al-`arabiyya) é uma ideologia nacionalista secular que orienta a política da região até o século XXI que celebra as glórias da civilização árabe, a língua e a literatura dos árabes, chamando para o rejuvenescimento e a união política no mundo árabe. Sua premissa central é que os povos do mundo árabe, desde o Oceano Atlântico ao Mar Arábico, constituem uma só nação unidas por patrimônio linguístico, cultural, religioso e histórico comum. Um dos objetivos principais do nacionalismo árabe é o fim da influência ocidental no mundo árabe, visto como um "inimigo" da força árabe, e a eliminação dos governos árabes considerados como dependentes das potências ocidentais. Alcançou proeminência com o enfraquecimento e derrota do (não árabe) Império Otomano no início do século XX e declinou após a derrota dos exércitos árabes na Guerra dos Seis Dias.   Personalidades e grupos associados com nacionalismo árabe incluem o falecido líder egípcio, Gamal Abdel Nasser, o Movimento Nacionalista Árabe, o falecido líder líbio Muammar al-Gaddafi, o Partido Baath que chegou ao poder na Síria e no Iraque há alguns anos, e seu fundador Michel Aflaq. O Pan-arabismo é um conceito relacionado, na medida em que chama o comunalismo supranacional entre os estados árabes.

## Pensadores nacionalistas árabes
- Ibrahim al Yaziji
- Boutros al Bustani
- Gamal Abdel Nasser
- Adnan Pachachi
- Michel Aflaq
- George Antonius
- Shakib Arslan
- Zaki al-Arsuzi
- Ma'an Bashour
- George Habash
- Sati' al-Husri
- Abd al-Rahman al-Kawakibi
- Amin al-Rihani
- Constantin Zureiq
- Dyab Abou Jahjah

## Proeminentes chefes de Estado árabes nacionalistas
- Bashar al-Assad
- Hafez al-Assad
- Ahmed Ben Bella
- Huceine ibne Ali, Xarife de Meca
- Gamal Abdel Nasser
- Abdullah as-Sallal
- Shukri al-Quwatli
- Saddam Hussein
- Muammar al-Gaddafi

## Bibliogafia
- Antonius, George. The Arab awakening : the story of the Arab national movement.  Philadelphia : J.B. Lippincott, 1939.
- Choueiri, Youssef (2000). Arab Nationalism – A History: Nation and State in the Arab World. [S.l.]: Wiley-Blackwell. ISBN 9780631217299
- Hinnebusch, Raymond (2003). The International Politics of the Middle East. [S.l.]: Manchester University Press
- Khalidi, Rashid (1993). The Origins of Arab Nationalism. [S.l.]: Columbia University Press. ISBN 9780231074353
- Hiro, Dilip.  "Arab nationalism." Dictionary of the Middle East.  New York: St. Martin's Press, 1996. pp. 24–25.
- Humphreys, R. Stephen (2005). Between Memory and Desire: The Middle East in a Troubled Age. [S.l.]: University of California Press
- Karsh, Efraim.  Arafat's War: The Man and His Battle for Israeli Conquest.  New York: Grove Press, 2003.
- Karsh, Efraim. Islamic Imperialism: A History.  New Haven: Yale University Press, 2006.